# Un mondo d'amore (romanzo)
Un mondo d'amore (A World of Love) è un romanzo scritto da Elizabeth Bowen nel 1955.

## Edizioni
- Elizabeth Bowen, Un mondo d'amore, traduzione di Maria Stella e Patrizia Chiarappa, collana Narrativa, La Tartaruga, 1994,  p. 205, ISBN 88-7738-149-3.